# SuperStar SMTOWN
SuperStar SMTOWN(슈퍼스타 에스엠타운, 슈스엠)은 달콤소프트가 개발하여 2014년 8월 15일 구글 플레이에 출시한 대한민국의 리듬 게임이다. SM 엔터테인먼트 소속 아티스트의 노래를 기반으로 한 것이 특징이다. 아시아 지역과 미국에서 서비스되고 있으며, 한국어와 영어, 스페인어, 포르투갈어, 인도네시아어, 튀르키예어를 지원한다.
게임의 목표는 이지, 노말, 하드의 세 가지 난이도에서 노래를 클리어하는 것이다. 2023년 현재 게임에는 SM 엔터테인먼트의 72 종류의 솔로 아티스트와 그룹, 유닛의 노래 950여곡 이상이 수록되어 있다.
게임은 출시 한 달 동안 50만 명 이상이 다운로드하였으며, 2016년 7월 펄스 뉴스에서는 출시 이후 800만 이상 다운로드를 기록하였고 누적 수익이 100억 원이라고 보도하였다. 2018년 5월 2일에는 1,000만 다운로드를 달성하였다.

## 배경 및 연혁
SM 엔터테인먼트는 한국의 엔터테인먼트 회사로, 소속 가수들의 연합인 SM TOWN을 특징으로 하는 게임 발매를 목표로 설정하였다. 다음카카오는 중국 모바일 게임 퍼블리셔인 추콩과 공동으로 중국 시장에 이 게임을 출시하였다.

## 게임플레이
대부분의 리듬 게임과 마찬가지로, 플레이어는 아래로 내려오는 색상 오브젝트가 화면 하단의 막대에 위치할 때 탭하여 점수를 모으는 것이 목표이다. 노래에 맞추어 정확한 시간과 위치에 오브젝트를 탭하고 놓치는 오브젝트 없이 연속으로 탭하면 보너스 점수를 받을 수 있다. 각 노래를 클리어하면 점수가 기록되어 온라인에서 다른 플레이어의 점수와 비교할 수 있다. 점수를 충분히 쌓을 수록 주간 리그의 플레이어 순위를 높일 수 있다. 리그의 등급은 브론즈에서 시작하여 실버, 골드, 플래티넘, 마스터까지 있으며, 각각 3단계로 나뉜다.
게임에는 SM 엔터테인먼트의 다양한 아티스트의 노래가 등장한다. 2017년 업데이트 이전까지는 노래를 클리어하면 새로운 노래를 잠금 해제할 수 있는 방식이었으나, 2017년 후반 업데이트 이후부터 이지와 노말, 하드 난이도에 상관없이 모든 노래의 잠금이 해제되어 조건없이 플레이할 수 있다. 노래 몇 곡을 클리어하면 나타나 지정된 노래를 일정 점수 이상으로 클리어하면 높은 보상을 주는 "챌린지" 모드의 경우, 클리어하지 않은 난이도 레벨의 노래는 지정되지 않는다.
SM 엔터테인먼트의 솔로 아티스트와 개별 그룹 멤버로 구성된 아티스트 카드도 게임의 특징이다. 플레이어는 게임 상점에서 아티스트 카드를 팩 단위로 구매할 수 있으며, 노래를 클리어하여 새 카드를 얻을 수도 있다. 카드를 장착하여 노래를 클리어하면 더 많은 점수를 얻을 수 있으며, 아티스트의 지정 테마를 통일하여 모든 카드를 수집하면 더 큰 보너스를 얻을 수 있다. 카드를 다른 카드로 강화하여 더 많은 점수를 얻을 수 있다. 2021년 1월 13일 현재 1,400개 이상의 아티스트 카드(일반 및 한정 테마 포함)를 게임에서 수집할 수 있다.

## 사운드트랙
SuperStar SMTOWN은 SM 엔터테인먼트의 보이 그룹과 걸 그룹, 서브 유닛, 솔로 아티스트 72 종류의 950여곡 이상의 노래를 플레이할 수 있다. 아티스트의 목록은 다음과 같다. 강타, 보아, 동방신기, 유노윤호, 최강창민, 슈퍼주니어, 규현, 슈퍼주니어-D&E, M&D, 려욱, 예성, 슈퍼주니어-K.R.Y, 슈퍼주니어-M, 헨리, 조미, 성민, 동해, 은혁, 소녀시대, 소녀시대-태티서, 소녀시대-Oh!GG, 태연, 티파니, 서현, DJ HYO, 윤아, 유리, 샤이니, 태민, 종현, 키, 온유, 민호, f(x), 엠버, 루나, EXO, EXO-K, EXO-M, 레이, EXO-CBX, 첸, 백현, EXO-SC, 수호, 카이, 디오, 시우민, 레드벨벳, 레드벨벳-아이린&슬기, 웬디, 조이, 슬기, NCT U, NCT 127, NCT DREAM, WayV, WayV-쿤&샤오쥔, 마크, NCT 도재정, 태용, 텐, 도영, 루카스, SuperM, aespa, GOT the Beat, 라이즈, NCT WISH. SM 유닛인 SM 더 발라드와 SM TOWN의 노래 또한 SM 스테이션이라는 그룹 이름으로 수록되었다. 각 노래는 이지, 노말, 하드 세 가지 난이도로 플레이할 수 있다.